# Zares
Zares (či Zares – nova politika) je středolevá sociálně liberální slovinská politická strana. Předsedou strany je Gregor Golobič, bývalý generální tajemník Liberální demokracie Slovinska a blízký spolupracovník Janeze Drnovšeka. Dnes je Zares třetí největší politickou stranou, po Sociální demokracii a Slovinské demokratické straně.

## Vývoj strany
Strana Zares byla založena v roce 2007 jako důsledek rozkolu v řadách Liberální demokracie Slovinska (LDS), když šest poslanců ve Státním shromáždění vedených bývalým ministrem Matejem Lahovnikem odešli z LDS a založili vlastní parlamentní skupinu. V prezidentských volbách v roce 2007 strana podporovala Danilo Türka.
Od 17. listopadu 2007 je Zares pozorovatelem v Liberální internacionále. Strana podporuje členství v Evropské unii, v její činnosti jsou patrné i sociálně-demokratické rysy. Strana byla neochvějným oponentem bývalého premiéra Janeze Janši.
V prvních volbách, kterých se Zares zúčastnil, získala strana 9,4 % hlasů, což znamenalo třetí místo a devět křesel ve Státním shromáždění. Již před volbami se strana vyjádřila pro společnou koalici se Sociální demokracií a Liberální demokracií. Do června 2011 byla strana součástí koaličního kabinetu Boruta Pahora.

## Zástupci strany

### Předsedové
- Gregor Golobič (2007–2012)
- Pavel Gantar (od 2012)